# Nacional Nro. 9 Justo José de Urquiza

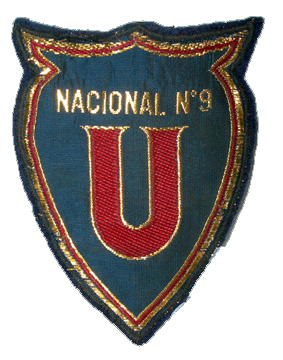
Escudo del Nacional Urquiza de Flores.

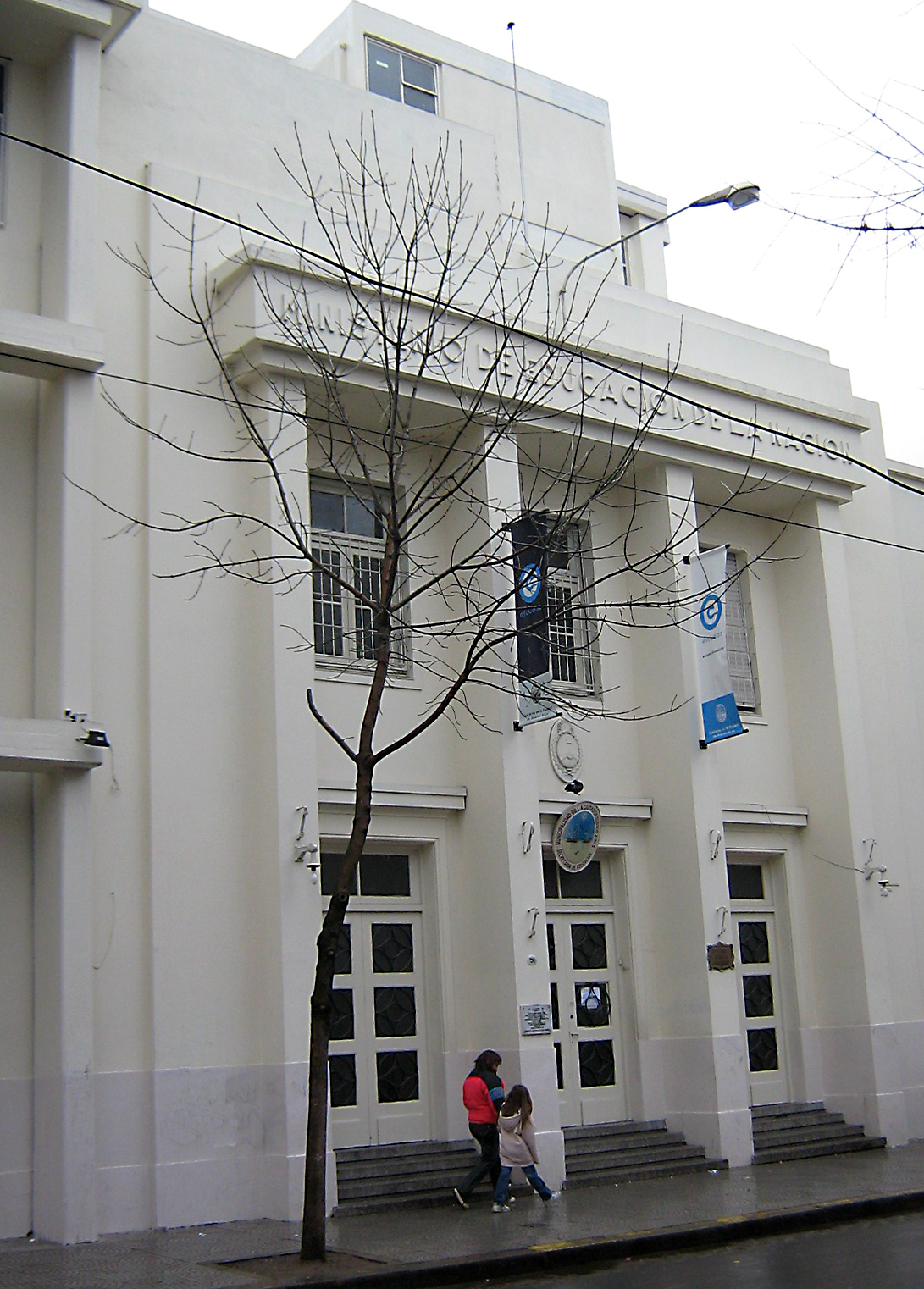
Frente del Urquiza.

El Colegio Nacional N.º 9 Justo José de Urquiza, fue creado el 24 de diciembre de 1935, por un decreto del Presidente Agustín P. Justo, con la denominación Colegio Nacional de Flores del Oeste.
Comenzó el primer año lectivo en 1936. Como no tenía sede el Colegio Mariano Moreno le prestó dos aulas.
Luego pasó a la calle Carabobo 286, hasta que en 1956 se mudó a la Calle Condarco 290 que es su ubicación actual.
Sus primeros bachilleres se graduaron en 1940 y su primer Rector fue Félix Augusto Nartkemper. Los alumnos que ingresaron en 1952 hicieron los primeros cuatro años en la calle Carabobo y 5º año en 1956, convirtiéndose así en los primeros egresados de la nueva sede.
Hasta el año 1972 inclusive era sólo de varones, luego en 1973 se hizo mixto, por lo tanto la última promoción de varones egresó en el año 1976 y la primera promoción mixta egresó en el año 1977.
Durante 1984 el colegio fue utilizado como locación para el rodaje de la película "La Historia Oficial" dirigida por Luis Puenzo y que años más tarde ganaría (entre otros premios) el Oscar a la "mejor película extranjera" de la Academia de Hollywood
Esta institución, tuvo entre sus alumnos, a la locutora argentina Elizabeth Vernaci, así como al humorista Jorge Guinzburg y a Rubén Obal [único alumno chileno egresado del Colegio.